# هتل آپارتمان

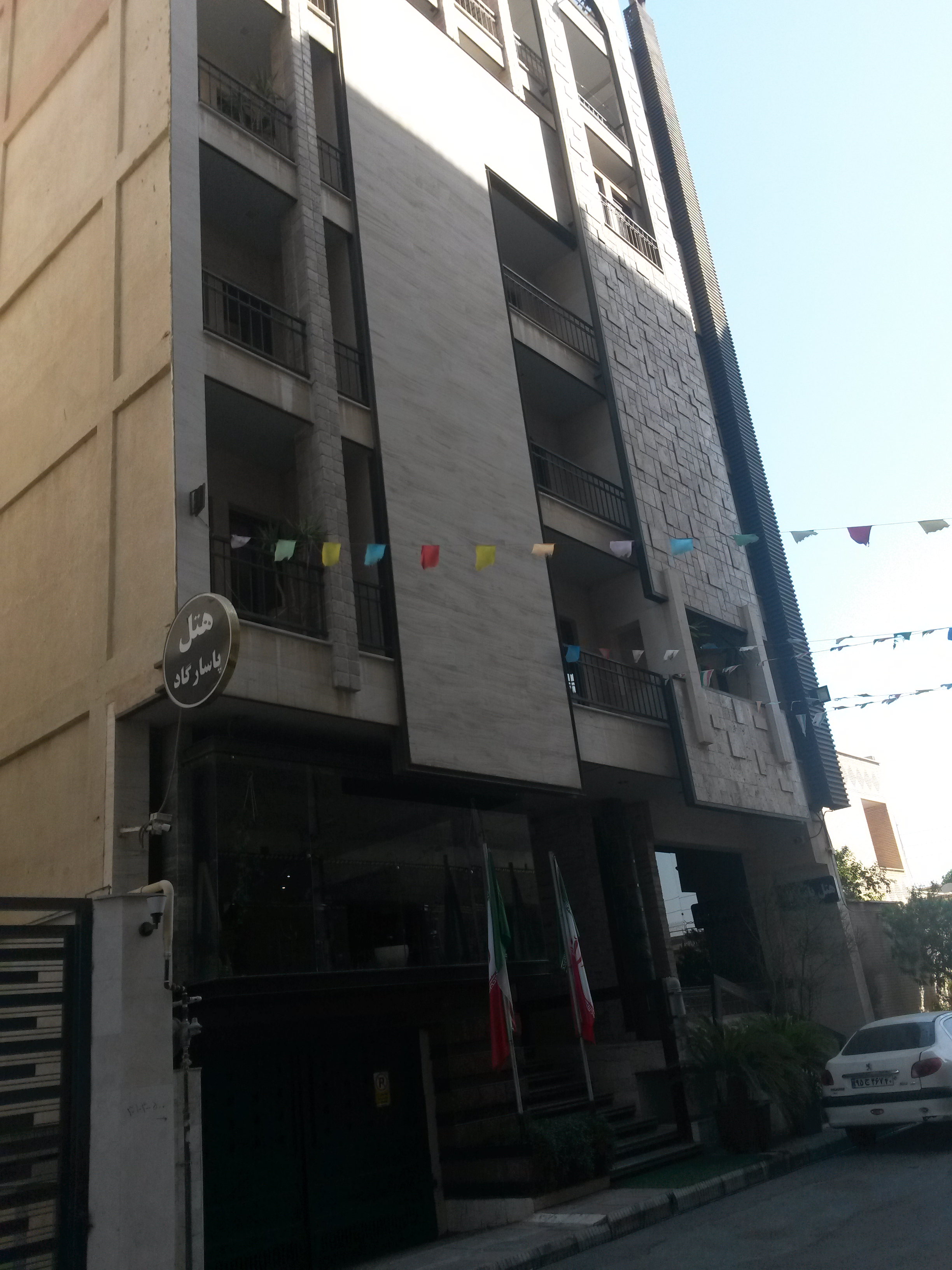
یک هتل آپارتمان در بوشهر

هتل آپارتمان یا منزلگاه که به آن سوئیت هم می گویند، نوعی مکان اقامتی اجاره‌ای است. هتل آپارتمان‌ها دارای واحد یا سوئیت‌های مستقلی هستند که همانند اتاق‌ها و سوئیت‌های یک هتل به مسافران اجاره داده می‌شوند. این واحدهای مستقل به صورت مبله و دارای امکانات استاندارد لازم برای خواب، نظافت، سرگرمی و آشپزی هستند. همانند هتل، هتل آپارتمان نیز دارای سرویس است. به این معنا که اتاق‌ها در فواصل زمانی منظم (معمولاً روزانه) نظافت می‌شوند. تفاوت عمده هتل آپارتمان با هتل در وجود امکانات آشپزی در اتاق یا آپارتمان مورد اقامت می‌باشد. هتل آپارتمان ها نسبت به هتل ها از قیمت کمتری برخوردار هستند و برای این به عنوان مقصد مسافرانی هستند که قصد اقامت طولانی تری را دارند. اتاق های یک هتل آپارتمان عموما از سینگ ظرفشویی، اجاق گاز، ماکرویو، ماشین ظرفشویی و ظروف پذیرایی و یخچال برخوردار هستند.